# Sant'Angelo Limosano
Sant'Angelo Limosano è un comune italiano di 302 abitanti della provincia di Campobasso, in Molise. Questo comune rivendica di essere il luogo di nascita del papa Celestino V quantunque non vi siano documenti che lo accertino con sicurezza.

## Storia
Il borgo si sviluppò come feudo della vecchia diocesi di Limosano nell'XI secolo. Appartenne fino al 1477 al centro molisano di Montagano (sede della Badia di Faifoli), per poi passare a Gerardo di Appiano.
Tra la fine del XV secolo e l'inizio del XIX secolo (ovvero sino all'eversione della feudalità) fu feudo dei Carafa, dei Formica, dei Ferri e infine dei de Attellis, tra i quali va ricordato il patriota e giornalista italiano Orazio de Attellis.

### Simboli
Lo stemma e il gonfalone sono stati concessi con decreto del presidente della Repubblica dell'11 agosto 1975.
Lo stemma di azzurro, raffigura un angelo che calpesta un serpente impugnando una spada e una bilancia.

## Monumenti e luoghi d'interesse

### Bastioni medievali
Sono fortificazioni usate come mura di accesso,  per il percorso verso la chiesa parrocchiale. Si snodano in tre livelli,  decorati da arcate.

### Chiesa di Santa Maria Assunta in Cielo
La chiesa fu fondata nel XIII secolo come cappella dedicata a Pietro da Morrone, era infatti nota come San Pietro Celestino. Ricambiata in forme barocche nel 1695, la chiesa ha conservato un bel tabernacolo medievale in legno. All'esterno vi è ancora una parte di muratura medievale con un'iscrizione latina.

## Società

### Evoluzione demografica
Abitanti censiti

## Amministrazione
Di seguito è presentata una tabella relativa alle amministrazioni che si sono succedute in questo comune.
| Periodo        | Periodo        | Primo cittadino         | Partito                              | Carica  | Note  |
| -------------- | -------------- | ----------------------- | ------------------------------------ | ------- | ----- |
| 29 giugno 1985 | 10 giugno 1990 | Giuseppe Di Nardo       | Democrazia Cristiana                 | Sindaco | [ 7 ] |
| 10 giugno 1990 | 24 aprile 1995 | Nino Di Paolo           | Democrazia Cristiana                 | Sindaco | [ 7 ] |
| 24 aprile 1995 | 14 giugno 1999 | Severino Greco          | Partito Popolare Italiano            | Sindaco | [ 7 ] |
| 14 giugno 1999 | 14 giugno 2004 | Domenico Biagio Foligno | lista civica                         | Sindaco | [ 7 ] |
| 14 giugno 2004 | 8 giugno 2009  | Domenico Foligno        | Unione Democratica per i Consumatori | Sindaco | [ 7 ] |
| 8 giugno 2009  | 26 maggio 2014 | Luigi Sansone           | lista civica                         | Sindaco | [ 7 ] |
| 26 maggio 2014 | 26 maggio 2019 | William Ciarallo        | lista civica                         | Sindaco | [ 7 ] |
| 26 maggio 2019 | 9 giugno 2024  | William Ciarallo        | lista civica                         | Sindaco | [ 7 ] |
| 9 giugno 2024  | in carica      | William Ciarallo        | lista civica                         | Sindaco | [ 7 ] |